# Мечеть Сітті Шах Султан
Мече́ть Сітті́ Шах Султа́н (тур. Sitti Şah Sultan Camii), також відома як Мече́ть Султа́н (тур. Sultan Camii), — мечеть, збудована в Едірне у 1482 році на честь Сітті Мюкріме-хатун, однієї з дружин Султана Мехмеда Завойовника. За деякими джерелами, замовником будівництва виступав Султан Баязид I Блискавичний.
У 1873 році Мечеть Сітті Шах Султан використовувалася військовими як пороховий склад, що призвело до появи тріщин у її стінах. Під час землетрусу 1910 року серйозно постраждав мінарет мечеті. Мечеть ремонтувалася у 1980-х та 1990-х роках. Рішенням Ради з охорони культурної та природної спадщини від 04.07.2003 за номером 7697 вона була взята під охорону.